# Lusius Quietus
Lusius (in einigen Quellen, wohl versehentlich, Lucius; † 118) Quietus war ein römischer Feldherr unter Trajan und im Jahr 117 Statthalter von Judäa.
Quietus war nordafrikanischer Abstammung, angeblich aus einem königlichen Haus, besaß aber wohl von Geburt an das römische Bürgerrecht. Er kommandierte bereits unter Kaiser Domitian eine Reitertruppe seines Stammes in römischen Diensten, wurde aber, obwohl er wegen seiner Erfolge in den römischen Ritterstand erhoben wurde, aufgrund eines Vergehens entlassen. In den Dakerkriegen Trajans gelang es ihm aber, durch seine militärischen Fähigkeiten das Vertrauen und die Gunst dieses Kaisers zu gewinnen. Im Partherkrieg war er einer der wichtigsten Feldherrn Trajans. Als sich 116/117 die jüdischen Einwohner von Mesopotamien gegen die römische Besatzung erhoben, beauftragte Trajan Quietus mit der Unterdrückung des Diasporaaufstands.
Durch die gnadenlose Effizienz, mit der er diesen Auftrag ausführte, empfahl sich Quietus, der in den Senat aufgenommen worden war und im Jahr 116 oder 117 ein Suffektkonsulat bekleidete, für den Posten des Statthalters von Judäa. Die kleine, aber unruhige Provinz verlangte eine starke römische Militärpräsenz. Trajan hatte in seinen letzten Jahren außer der Legio X Fretensis auch die Legio III Cyrenaica nach Judäa verlegt, um für Ruhe zu sorgen. Der Statthalter war daher ein Legatus Augusti pro praetore im Rang eines gewesenen Konsuls.
Auch in Judäa scheint das Regime des Quietus von rücksichtsloser Brutalität geprägt gewesen zu sein, das lassen zumindest talmudische Quellen vermuten. Dass Quietus das Urbild des Holofernes im Buch Judit war, wie Heinrich Graetz im Anschluss an Gustav Volkmar vermutet, lässt sich jedoch nicht beweisen. Es scheint eine Erhebung in Judäa gegeben zu haben, die als „Krieg des Quietus“ (polemos schel kitos) in die Überlieferung einging. Genauere Nachrichten aber fehlen. Jedenfalls ging der Tag seiner Abberufung am 12. Adar (Februar 118?) als Halbfeiertag in den jüdischen Festkalender ein („Trajanstag“, Jom Tirjanus).
Trajans Nachfolger Hadrian entließ Quietus kurz nach seinem Herrschaftsantritt und ließ ihn Anfang 118 zusammen mit drei weiteren Konsularen, die ebenfalls enge Vertraute Trajans gewesen waren, nämlich Aulus Cornelius Palma Frontonianus, Lucius Publilius Celsus und Avidius Nigrinus, von seinem engen Vertrauten, dem Prätorianerpräfekten Publius Acilius Attianus, wegen angeblichen Hochverrats ermorden. Offensichtlich hatte sich der neue Kaiser durch den im Militär populären Quietus und die anderen Konsulare bedroht gefühlt. Die Tat sorgte jedoch für Empörung, und Hadrian musste schwören, die Tötungen seien ohne sein Wissen erfolgt. Dennoch wurde der Mord an Quietus nicht vergessen und warf einen Schatten auf Hadrians Prinzipat.